# Autoportrait au gilet vert
Autoportrait au gilet vert – ou Portrait de l'artiste – est un tableau du peintre français Eugène Delacroix réalisé dans le deuxième quart du XIXe siècle, sans doute vers 1837. Cette huile sur toile est un autoportrait dans lequel l'artiste se représente  en buste sur fond brun, un gilet vert apparaissant sous sa veste noire. Léguée en 1872, l'œuvre est conservée au musée du Louvre, à Paris.
La tête de Delacroix telle qu'il la donne à voir dans cet Autoportrait apparaît légèrement modifiée aux côtés de deux figures issues de son chef-d'œuvre, La Liberté guidant le peuple, sur le billet de 100 francs Delacroix, créé en 1978 et émis en 1979.

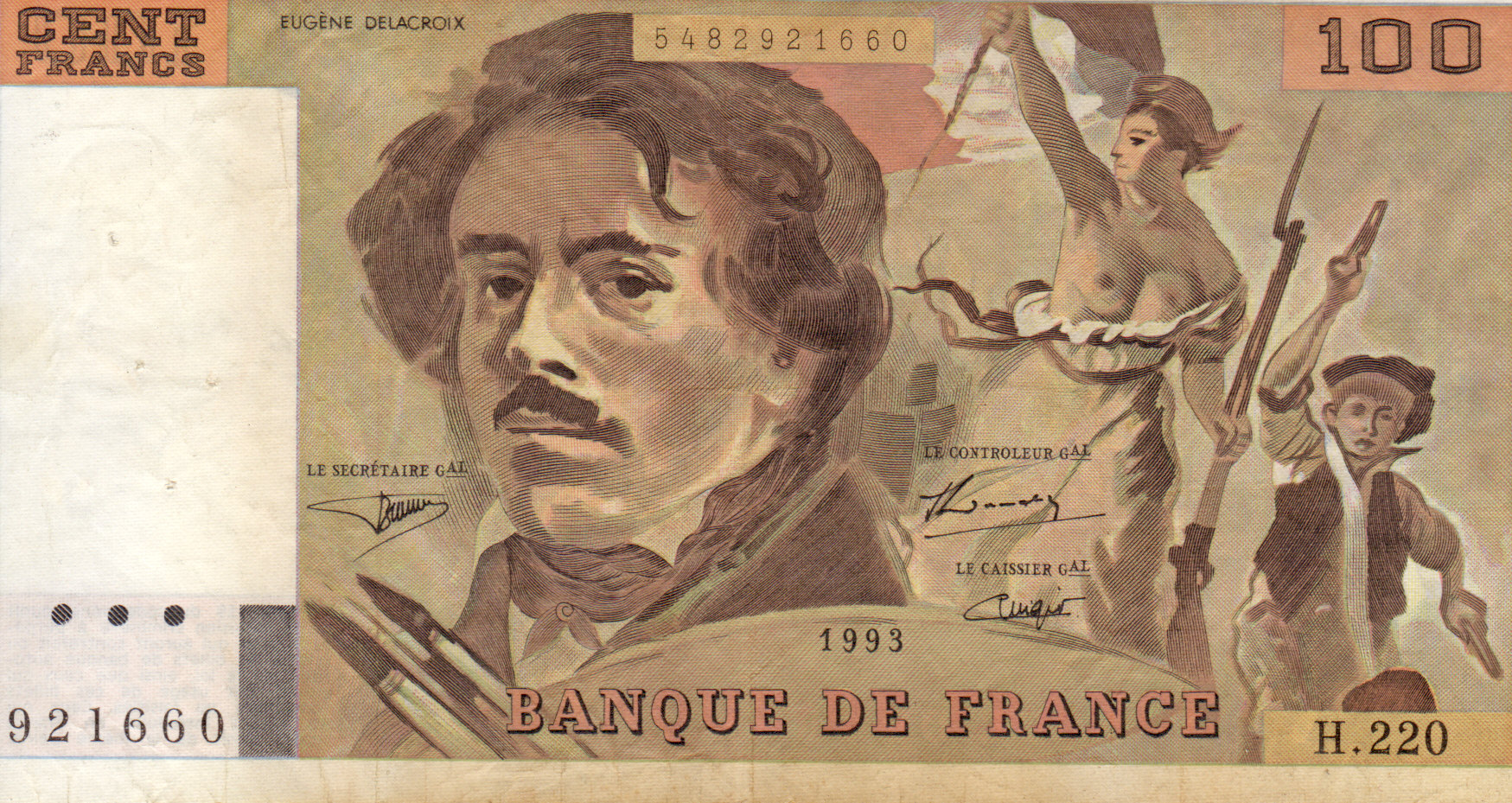
Billet de 100 francs Delacroix.